# روب الآلي
روب الآلي (بالإنجليزية: Rob the Robot) هو مسلسل رسوم متحركة امريكي كندي. المسلسل إنتاج مشترك بين أمبيروود إنترتينمنت وون أنميشن في سنغافورة وتم تكليفه من قبل تي في أونتاريو في كندا ونوليدج نتورك في كولومبيا البريطانية وسي بي سيز راديو كندا تيليفشن وأكيس. تمتلك شركة مونبوغ كيدز البريطانية حاليًا حقوق المسلسل.